# 東信堂
東信堂（とうしんどう）は、日本の出版社の一つ。東京都文京区向丘に本社を置く。

## 概要
法律に関する専門書を中心に出版し、法学のほかにも哲学・社会学・文学・経済学・政治学などの書籍も扱う。

## 主な定期刊行物
- 『人道研究ジャーナル』（日本赤十字国際人道研究センター）
- 『比較教育学研究』（日本比較教育学会）
- 『教育制度学研究』（日本教育制度学会）
- 『アメリカ教育研究』（アメリカ教育学会）
- 『居住福祉研究』（日本居住福祉学会）
- 『福祉社会学研究』（福祉社会学会）
- 『地域社会学会年報』（地域社会学会）
- 『コミュニティ政策』（コミュニティ政策学会）
- 『平和社会学研究』（平和社会学研究会）
- 『日本労働社会学会年報』（日本労働社会学会）
- 『大学史研究』（大学史研究会）